# Wharton, Ohio
Wharton là một làng thuộc quận Wyandot, tiểu bang Ohio, Hoa Kỳ. Năm 2010, dân số của làng này là 358 người.

## Dân số
- Dân số năm 2000: 409 người.
- Dân số năm 2010: 358 người.